# Teritorium Arizona
Teritorium Arizona (též Arizonské teritorium) bylo území Spojených států, které existovalo od 24. února 1863 do 14. února 1912, kdy bylo teritorium přijato do Unie jako stát Arizona. Teritorium Arizona bylo vytvořen ze západní poloviny teritoria Nové Mexiko během americké občanské války.

## Dějiny
Po rozšíření teritoria Nové Mexiko v roce 1853 v důsledku Gadsdenově koupě bylo již v roce 1856 předloženo několik návrhů na rozdělení území a uspořádání samostatného území Arizona v jižní polovině teritoria. Tyto návrhy vyvolaly obavy o schopnost vládnutí území kolem Santa Fe teritoriem Nového Mexika kvůli tomu, že to bylo nově získané území.